# Trnjane (miasto Požarevac)
Trnjane (cyr. Трњане) – wieś w Serbii, w okręgu braniczewskim, w mieście Požarevac. W 2011 roku liczyła 786 mieszkańców.